# Het woedende water
Het woedende water is het achtste stripalbum uit de stripreeks Jeremiah. Het album is geschreven en getekend door Hermann Huppen. Van dit album verschenen tot 2023 drie drukken, bij uitgeverij Novedi in 1983, bij uitgeverij Dupuis in de collectie Spotlight, in 1993, en opnieuw bij uitgeverij Dupuis in 2006.

## Inhoud
In het verwoeste post-apocalyptische Noord-Amerika hebben zich maar een paar industriële bolwerken weten te handhaven. De oliemagnaat Sam Toshida is een van de rijkste personen van Noord-Amerika. Zijn dochter Lena is zijn oogappel en een verwend nest. Ze verblijft met een bodyguard in een van de door haar vader bestierde pleisterplaatsen langs een belangrijke verkeersader. 
Kurdy beraamt een ontvoering om losgeld voor haar te eisen. Hij probeert de eerlijke Jeremiah te overtuigen dat de dochter gevaar loopt door een complot van haar sterke bodyguard 'Max'. In feite wil Kurdy een losgeld eisen en spant hij zijn eerlijke vriend voor zijn karretje. Als Jeremiah zich bezig houdt met de oliemagnaat en zijn bodyguards, ontvoert Kurdy Lena en neemt haar mee naar het uitgestrekte moerasgebied dat zich in de nabijheid bevindt. In het moeras raken ze gevaarlijk in de problemen. Hier houden zich mysterieuze wezens op, half menselijk bedekt met groene wier, die in harmonie met het moeras leven.

## Analyse
In dit album maakt Lena haar eerste optreden, ze zal een terugkerend personage uit de serie worden.